# علي نويتو
علي عبد الفتاح نويتو (1928 -) هو مهندس ومؤرخ مصري، وأحد دعاة جماعة الإخوان المسلمين في مصر، أتهم في محاولة اغتيال الرئيس الراحل جمال عبد الناصر في المنشية.

## حياته
ولد في حي إمبابة بمحافظة الجيزة، في العام 1928، حكم عليه بالإعدام وخفف إلي 20 عاماً قضاها خلف القضبان فيما بين 1954 و1974، خرج من السجن علي درجة وكيل أول لوزارة الإسكان حتي عام 1988 ليصبح بعدها رئيساً للمركز العلمي لمجموعة شركات الشريف.